# ژان چارلز کاستلتو
ژان چارلز کاستلتو (انگلیسی: Jean-Charles Castelletto؛ زادهٔ ۲۶ ژانویهٔ ۱۹۹۵) بازیکن فوتبال اهل فرانسه است.
از باشگاه‌هایی که در آن بازی کرده‌است می‌توان به باشگاه فوتبال اوسر و باشگاه فوتبال کلوب بروژ اشاره کرد.
وی همچنین در تیم‌های ملی فوتبال France national under-16 football team، زیر ۱۷ سال فرانسه، زیر ۱۸ سال فرانسه، زیر ۱۹ سال فرانسه، زیر ۲۰ سال فرانسه، و کامرون بازی کرده‌است.